# Knjižnica Medveščak
Knjižnica Medveščak je područna knjižnica, dio mreže Knjižnica grada Zagreba, najveće ustanove među narodnim knjižnicama u Hrvatskoj te jedne od najvećih kulturnih ustanova u Gradu Zagrebu.

## Povijest
Knjižnica Medveščak počela je s radom 1948. godine na adresi Draškovićeva 25 te se iste godine seli u Ul. Brešćenskoga 4, Dom Saveza sindikata grafičara. Na adresi Trg žrtava fašizma 7 je od 1956. godine gdje se već 1957. godine odvaja poseban prostor za rad s djecom i za fondove dječje knjižnice. Značajan događaj je osnutak prve Igraonice i igroteke u Hrvatskoj 1976. godine kad se počinje s praksom posudbe igračaka. 
Ogranak Knjižnice Medveščak - Dječja knjižnica M-2, osnovan je 1980. godine u Ulici Moše Pijade 81, današnji Medveščak 71. Od početka je bio namijenjen prije svega djeci predškolske i osnovnoškolske dobi. 
Kompjutorizacija knjižnice počinje 1984. godine, a do 1988. potpuno je kompjutorizirana obradba i posudba građe u knjižničnom integriranom sustavu Medved. 
Godine 1993. otvorena je igraonica za bebe, odn. ukinuta je donja dobna granica za upis u Knjižnicu.  
Odjel za mladež "Idi pa vidi", namijenjen mladima tinejdžerske dobi i mlađim studentima, otvoren je 2000. godine. "Kumovi" odjela bili su pisac za djecu Stanislav Femenić i pjevačica Anđa Marić. 
Knjižnica Medveščak je 2007. godine integrirana u sustav Knjižnica grada Zagreba koji okuplja knjižnice na 42 lokacije s bibliobusnom službom koja obilazi 78 lokacija u Zagrebu i Zagrebačkoj županiji.  
Odjel za djecu i Odjel za mladež "Idi pa vidi" preseljeni su 2014. godine u Zvonimirovu 17, u povijesno važnu zgradu Gospodarske sloge, gdje je do 2011. postojala knjižara Znanje "August Šenoa". Zgrada je među zaštićenim nepokretnim kulturnim dobrima Grada Zagreba, a prostor knjižnice je znatno oštećen u potresu 22. ožujka 2020. godine. 

## Odjeli i ogranci
Knjižnica obuhvaća tri Odjela — za odrasle, djecu i mladež, a njezin dio je i ogranak Dječja knjižnica M-2. Pored osnovnih knjižničnih djelatnosti, u izlozima knjižnica postavljaju se studijske izložbe, a u prostorima knjižnica odvijaju se razni programi.
Odjel za odrasle nalazi se na adresi Trg žrtava fašizma 7 i nudi usluge odraslima, srednjoškolcima i umirovljenicima, posebno onima s područja Donjeg grada. Pristup jednom dijelu fonda knjižnice je slobodan i na raspolaganju korisnicima te obuhvaća noviju hrvatsku i inozemnu beletristiku, dok se ostala djela (raspoređena prema disciplinama i granama znanosti) djelomično nalaze u spremištu dok su novija izdanja u slobodnom pristupu. Članovima je dostupan besplatan pristup internetu u trajanju od pola sata.
Odjel za mladež "Idi pa vidi" od početka 2014. godine nalazi se na adresi Zvonimirova 17. "Idi pa vidi" namijenjen je druženju, čitanju, pisanju školskih radova, posuđivanju lektire i ostalih izdanja za tinejdžere.
Odjel za djecu u Zvonimirovoj 17 nudi usluge prilagođene djeci različitih uzrasta: bebama i djeci do 3 godine, predškolcima starijima od 3 godine te školarcima. Posebnost odjela su Igroteka, odn. zbirka igračaka za posudbu izvan knjižnice te Igraonica, stručno vođeni programi za sve predškolce. Roditeljima je namijenjena zbirka knjiga posvećena odgoju i obrazovanju djeteta.
Dječja knjižnica M-2 ogranak je Knjižnice Medveščak koji djeluje kao samostalna dječja knjižnica unutar mreže Knjižnica grada Zagreba. Namijenjen prije svega djeci predškolske i školske dobi, uz dodatak manjih zbirki za tinejdžere i odrasle. Između redovnih usluga i fonda namijenjenog korisnicima, izdvaja se zbirka problemskih slikovnica.
Uz odjele za korisnike u Knjižnici djeluje Odjel nabave i obrade u Vojnovićevoj 42.

## Vanjske poveznice
- Knjižnica Medveščak – Službena stranica Knjižnice Medveščak